# 郵政民営化法
郵政民営化法（ゆうせいみんえいかほう、平成17年10月21日法律第97号）は、日本郵政公社の民営化会社の設立と特例等に関する日本の法律である。
2005年（平成17年）10月21日に公布された。

## 概要
郵政民営化に関する施策についての基本方針と民営化に伴って設立した日本郵政株式会社、郵便事業株式会社、郵便局株式会社、独立行政法人郵便貯金・簡易生命保険管理機構の、民営化移行期間中と民営化後の各会社の公社からの業務の承継や特例等に関して定めた法律である。第163回特別国会において成立、2006年4月1日施行。
この法律の第5条の規定により、日本郵政公社は2007年10月1日に解散した。 
2009年12月に郵政株売却凍結法により一部凍結、2012年4月に一部改正された。

## その他
第87-89代内閣総理大臣小泉純一郎の下で郵政民営化を巡って激しい議論が交わされていた2002年（平成14年）、野党の自由党は党首小沢一郎の意向の元で対案として『郵政事業改革基本法案』を提出したことがある。この対案では郵政三事業をそれぞれに分離した上で、郵便貯金と簡易保険事業は12年後までに完全民営化するとされていた。